# Dunalia obovata
Dunalia obovata är en potatisväxtart som först beskrevs av Hipólito Ruiz López och Pavon, och fick sitt nu gällande namn av Carl Lebrecht Udo Dammer. Dunalia obovata ingår i släktet Dunalia och familjen potatisväxter. Inga underarter finns listade i Catalogue of Life.